# Gustav Voigt (Landrat)
Gustav Eduard Albrecht Voigt (* 16. März 1886 in Posen; † 17. November 1970 in Braunschweig) war ein deutscher Verwaltungsjurist.

## Leben
Gustav Voigt studierte Rechtswissenschaft an der Universitäten Königlichen Universität zu Greifswald und der Georg-August-Universität Göttingen. Er wurde Mitglied des Corps Pomerania Greifswald (1905) und des Corps Saxonia Göttingen (1906). Nach Abschluss des Studiums diente er als Einjährig-Freiwilliger bei den Ulanen. 1909 wurde er in Greifswald zum Dr. iur. promoviert. Nach dem Referendariat und der Assessorprüfung bestand er im Juni 1914 das Examen zum Regierungsassessor. Am Ersten Weltkrieg nahm er als Reserveoffizier des Ulanen-Regiments Nr. 10 teil. 
1921 wurde Voigt zum Landrat des Landkreises Sangerhausen ernannt. 1927 wechselte er als Landrat in den Kreis Herzogtum Lauenburg und hatte als solcher die Leitung des Lauenburgischen Landeskommunalverbandes inne. Der DVP nahestehend, musste er im April 1933 das Amt räumen. Er wurde Regierungsdirektor in Magdeburg und Vertreter des Polizeipräsidenten in Wuppertal. Ab 1938 war er bei der Regierung in Düsseldorf tätig. Den Ruhestand verlebte er in Braunschweig. Seine Ehefrau war Emmy Thanisch geb. Müller.